# Put lubenica (2006.)
Put lubenica, hrvatski dugometražni film iz 2006. godine.

## Nagrade i festivali
- Pulski filmski festival 2006. godine – Zlatne arene za najbolju glavnu mušku ulogu, scenografiju i ton, te Nagrada kritike
- Međunarodni filmski festival Dubrovnik 2006. godine – nagrada za najbolji film
- 13. Festival mediteranskog filma u Tetouanu 2007. godine – Grand Prix
- 31. Međunarodni filmski festival u Clevelandu 2007. godine – nagrada za najbolji film
- 28. Međunarodni festival mediteranskog filma u Montpellieru 2007. godine – nagrade Zlatna Antigona za najbolji film i najbolju glazbu[2]
- Slow Film Festival u Egeru 2007. godine – Grand Prix[3]